# Luftwaffenkommando Don
Das Luftwaffenkommando Don war eine Kommandobehörde der Luftwaffe der Wehrmacht im Zweiten Weltkrieg. Es war nach dem Fluss Don benannt, ein 1870 km langer Zufluss des Asowschen Meeres im Südwesten des europäischen Teils von Russland.

## Geschichte
Das Luftwaffenkommando Don ging am 26. August 1942 aus dem I. Fliegerkorps hervor. und erhielt seine Befehle von der Luftflotte 4 im Süden der Ostfront. Es sollte anfangs die Heeresgruppe B unterstützen, deren 2. Armee, ungarische 2. Armee, italienische 8. Armee und rumänische 3. Armee am Don verteidigten. Später nach Bildung der Heeresgruppe Don am 21. November 1942 stemmte es sich erfolglos gegen die sowjetische Offensive zur Befreiung des südlichen Russlands. Am 17. Februar 1943 wurde es wieder in I. Fliegerkorps umbenannt.

## Personen

### Befehlshaber
| Dienstgrad      | Name           | Datum                                |
| --------------- | -------------- | ------------------------------------ |
| Generalleutnant | Günther Korten | 26. August 1942 bis 17. Februar 1943 |

### Chef des Stabes
| Dienstgrad     | Name          | Datum                                |
| -------------- | ------------- | ------------------------------------ |
| Oberstleutnant | Werner Kreipe | 26. August 1942 bis 25. Oktober 1942 |
| Oberst         | Klaus Uebe    | 26. August 1942 bis 17. Februar 1943 |

## Unterstellung
| Unterstellung | von             | bis              |
| ------------- | --------------- | ---------------- |
| Luftflotte 4  | 26. August 1942 | 17. Februar 1943 |

## Unterstellte Verbände
| 31. Januar 1943              | Flugzeuge | Flugzeuge | Flugzeugtypen           | Liegeplatz          | Lage               |
| 31. Januar 1943              | Soll      | Ist       | Flugzeugtypen           | Liegeplatz          | Lage               |
| 2./Fernaufklärungsgruppe 22  | 12        | 9         | Junkers Ju 88D-1        | Charkow-Woitschenko | 49.9247 36.29      |
| 3./Fernaufklärungsgruppe 100 | 12        | 8         | Junkers Ju 88D-1        | Charkow             | ?                  |
| 2./Nahaufklärungsgruppe 10   | 12        | ?         | ?                       | ?                   |                    |
| I./Kampfgeschwader 1         | 37        | 31        | Junkers Ju 88A-4        | Charkow-Woitschenko | 49.9247 36.29      |
| I./Kampfgeschwader 3         | 37        | 17        | Junkers Ju 88A-4        | Saporoshje-Ost      | 47.86638 35.313333 |
| III./Kampfgeschwader 3       | 37        | 17        | Junkers Ju 88A-4        | Starobelsk-Ost      | 49.2597 38.95      |
| III./Sturzkampfgeschwader 2  | 40        | 23        | Junkers Ju 87D-3        | Poltawa             | 49.62694 34.4875   |
| I./Jagdgeschwader 52         | 40        | 40        | Messerschmitt Bf 109G-2 | Stary Oskol         | 51.28333 37.83333  |
| Insgesamt                    | 227       | 145+      |                         |                     |                    |

Anmerkungen
1. ↑  Bedeutung der Abkürzungen, siehe Organisation der Geschwader
2. ↑  Sollstärke nach Kriegsausrüstungsnachweis
3. ↑  Iststärke (die tatsächlich in der Einheit vorhandenen Flugzeuge)